# Интерполяция
Интерполя́ция, интерполи́рование (от лат. inter «между» и лат. polīre «выглаживать», «полировать», с общим математическим смыслом улучшения просчитанности, «полирования» внутренних связей «между» элементами абстактного построения) — общее наименование для вычислительно-математических техник восстановления функции по имеющемуся дискретному набору её известных значений. Термин и первый вариант техники впервые употребил Джон Валлис в трактате «Арифметика бесконечных» (1656).
В зависимости от природы имеющихся значений интерполяция может применяться как для точного восстановления функции, так и для аппроксимации — нахождения функции, приблизительно соответствующей данным, проходящей через известные точки, полученные, например, опытным путём или методом случайной выборки. Существует также близкая к интерполяции задача, которая заключается в аппроксимации какой-либо сложной функции другой, более простой функцией. Если некоторая функция слишком сложна для производительных вычислений, можно попытаться вычислить её значение в нескольких точках, а по ним построить, то есть интерполировать, более простую функцию. Использование упрощённой функции не позволяет получить такие же точные результаты, какие давала бы первоначальная функция. Но в некоторых классах задач достигнутый выигрыш в простоте и скорости вычислений может перевесить получаемую погрешность в результатах.
В функциональном анализе интерполяция линейных операторов представляет собой раздел, рассматривающий банаховы пространства как элементы некоторой категории; к классическим результатам в этом направлении относятся теорема Рисса — Торина и теорема Марцинкевича, являющиеся основой для множества других работ.

## Определения
Для системы несовпадающих точек {\displaystyle x_{i}} ({\displaystyle i\in \{1,\dots ,N\}}) из некоторой области {\displaystyle D} и значений функции {\displaystyle f} в этих точках {\displaystyle y_{i}=f(x_{i})} задача интерполяции состоит в поиске такой функции {\displaystyle F} из заданного класса функций, что {\displaystyle F(x_{i})=y_{i}} для каждого
Точки {\displaystyle x_{i}} называют узлами интерполяции, а их совокупность — интерполяционной сеткой. Пары {\displaystyle (x_{i},y_{i})} называют точками данных или базовыми точками. Разность между «соседними» значениями {\displaystyle \Delta x_{i}=x_{i}-x_{i-1}} называют шагом интерполяционной сетки; шаг может быть как переменным, так и постоянным.
Функцию {\displaystyle F(x)} — интерполирующей функцией или интерполянтом.

## Способы интерполяции
Простейшим способом интерполяции является интерполяция методом ближайшего соседа. Другой относительно простой способ — кусочно-линейная интерполяция, когда между каждой пары известных значений {\displaystyle y_{i}} и {\displaystyle y_{i+1}} соседних точек данных {\displaystyle x_{i}} и {\displaystyle x_{i+1}} проводится линейная функция:
{\displaystyle F_{i,i+1}(x)=y_{i}{\frac {x_{i+1}-x}{x_{i+1}-x_{i}}}+y_{i+1}{\frac {x-x_{i}}{x_{i+1}-x_{i}}}},
в итоге интерполянтом является кусочно-линейная функция — совокупность всех таких отрезков.
Чаще всего применяют интерполяцию алгебраическими многочленами. Это связано прежде всего с тем, что многочлены легко вычислять, легко аналитически находить их производные и множество многочленов плотно в пространстве непрерывных функций (теорема Вейерштрасса). Простейшие полиномиальные техники интерполяции составляют класс интерполяционных формул, среди них — интерполяционные формулы Ньютона, интерполяционный многочлен Лагранжа, интерполяционные формулы Бесселя и Стирлинга.
Лагранжева интерполяция — поиск многочлена {\displaystyle n}-й степени проходящего через {\displaystyle n} заданных точек.
Более сложные схемы интерполяции возникают, если для каждой точки кроме значений функции заданы значения производных до некоторой степени — {\displaystyle y^{(s)_{i}}} (где {\displaystyle s=0,\dots ,k_{i}}); основная из них — эрмитова интерполяция, когда ищется многочлен степени:
{\displaystyle \sum _{i=1}^{n}(k_{i}-1)-1},
принимающий в заданных точках в точности заданные значения производных. Модификация этой схемы — биркгофова интерполяция, когда не все значения функции или значения её производных заданы. Если в лангранжевой и эрмитовой схеме задача всегда имеет явное решение, то в случае биркгофовой интерполяции решения может не быть.
Интерполяция одним многочленом высокой степени может давать значительные осцилляции (феномен Рунге); этого недостатка лишена кусочно-линейная интерполяция, но она же лишена свойства гладкости, чтобы решить эту проблему разработана техника сплайнов — кусочных схем, где каждый интервал известных данных интеполирован собственным многочленом, и повышая их степень можно повысить гладкость решения.

## См.также
- Экстраполяция
- Ретрополяция